# Бад-Зоден
Бад-Зоден (нім. Bad Soden) — місто в Німеччині, знаходиться в землі Гессен. Підпорядковується адміністративному округу Дармштадт. Входить до складу району Майн-Таунус.
Площа — 12,55 км2. Населення становить 22 871 ос. (станом на 31 грудня 2020).